# Medalha Spingarn
A Medalha Spingarn é uma premiação anual da Associação Nacional para o Avanço das Pessoas de Cor (NAACP). A medalha tem o nome de Joel Elias Spingarn. Martin Luther King Jr. foi o mais jovem premiado.

## Lista dos ganhadores
- 1915 Ernest E. Just
- 1916 Charles Young
- 1917 Harry T. Burleigh
- 1918 William Stanley Braithwaite
- 1919 Archibald H. Grimke
- 1920 William Edward Burghardt Du Bois
- 1921 Charles S. Gilpin
- 1922 Mary B. Talbert
- 1923 George Washington Carver
- 1924 Roland Hayes
- 1925 James Weldon Johnson
- 1926 Carter G. Woodson
- 1927 Anthony Overton
- 1928 Charles W. Chesnutt
- 1929 Mordecai W. Johnson
- 1930 Henry A. Hunt
- 1931 Richard B. Harrison
- 1932 Robert Russa Moton
- 1933 Max Yergan
- 1934 William T. B. Williams
- 1935 Mary McLeod Bethune
- 1936 John Hope
- 1937 Walter F. White
- 1939 Marian Anderson
- 1940 Louis T. Wright
- 1941 Richard Wright
- 1942 A. Philip Randolph
- 1943 William H. Hastie
- 1944 Charles Drew
- 1945 Paul Robeson
- 1946 Thurgood Marshall
- 1947 Percy Lavon Julian
- 1948 Channing Heggie Tobias
- 1949 Ralph Bunche
- 1950 Charles Hamilton Houston
- 1951 Mabel Keaton Staupers
- 1952 Harry T. Moore
- 1953 Paul R. Williams
- 1954 Theodore K. Lawless
- 1955 Carl J. Murphy
- 1956 Jack R. Robinson
- 1957 Martin Luther King
- 1958 Daisy Bates e Little Rock Nine[2]
- 1959 Duke Ellington
- 1960 J. Langston Hughes
- 1961 Kenneth B. Clark
- 1962 Robert C. Weaver
- 1963 Medgar Evers
- 1964 Roy Wilkins
- 1965 Leontyne Price
- 1966 John Harold Johnson
- 1967 Edward Brooke
- 1968 Sammy Davis, Jr.
- 1969 Clarence M. Mitchell, Jr.
- 1970 Jacob Lawrence
- 1971 Leon Howard Sullivan
- 1972 Gordon Parks
- 1973 Wilson C. Riles
- 1974 Damon J. Keith
- 1975 Henry L. Aaron
- 1976 Alvin Ailey
- 1977 Alexander P. Haley
- 1978 Andrew Young
- 1979 Rosa L. Parks
- 1980 Rayford W. Logan
- 1981 Coleman A. Young
- 1982 Benjamin Mays
- 1983 Lena Horne
- 1984 Thomas Bradley
- 1986 Benjamin Hooks
- 1987 Percy Sutton
- 1988 Frederick Douglass Patterson
- 1989 Jesse L. Jackson
- 1990 L. Douglas Wilder
- 1991 Colin L. Powell
- 1992 Barbara C. Jordan
- 1993 Dorothy I. Height
- 1994 Maya Angelou
- 1995 John Hope Franklin
- 1996 Aloyisus Leon Higginbotham
- 1997 Carl T. Rowan
- 1998 Myrlie Evers-Williams
- 1999 Earl G. Graves
- 2000 Oprah Winfrey
- 2001 Vernon E. Jordan
- 2002 John Lewis
- 2003 Constance Baker Motley
- 2004 Robert L. Carter
- 2005 Oliver W. Hill
- 2006 Benjamin Carson
- 2007 John Conyers
- 2008 Ruby Dee
- 2009 Julian Bond
- 2010 Cicely Tyson
- 2011 Frankie Muse Freeman
- 2012 Harry Belafonte
- 2013 Jessye Norman[3]
- 2014 Quincy Jones[4]
- 2015 Sidney Poitier[5]
- 2016 Nathaniel Raphael Jones
- 2018 Willie Brown
- 2019 Patrick Gaspard
- 2021 Cato T. Laurencin
- 2022 Jim Clyburn